# Communauté de communes Les Versants d’Aime
Die Communauté de communes Les Versants d’Aime (inoffiziell auch: Communauté de communes des Versants d’Aime) ist ein französischer Gemeindeverband mit Rechtsform einer Communauté de communes im Département Savoie, dessen Verwaltungssitz sich in dem Ort Aime befindet.
Der Ende 2004 gegründete Gemeindeverband besteht aus vier Gemeinden auf einer Fläche von 272,00 km². Sein Geltungsbereich ist derselbe wie derjenige des Kantons Aime. Das Gebiet umfasst einen Abschnitt der Tarentaise, des Isère-Tals oberhalb von Moûtiers. Die Wintersportorte La Plagne und Les Arcs (Talstation Peisey-Vallandry) liegen im Bereich des Gemeindeverbandes, auf der Südflanke des Isère-Tals. Präsident des Gemeindeverbandes ist Lucien Spigarelli (parteilos).

## Aufgaben
Zu den vorgeschriebenen Kompetenzen gehören die Entwicklung und Förderung wirtschaftlicher Aktivitäten und des Tourismus sowie die Raumplanung auf Basis eines Schéma de Cohérence Territoriale. Der Gemeindeverband betreibt die Abwasserentsorgung (teilweise) und die Müllabfuhr und -entsorgung. Zusätzlich trägt er den Unterhalt von Schlachthöfen und Großmärkten und fördert Kultur- und Sportveranstaltungen.

## Mitgliedsgemeinden
Folgende vier Gemeinden gehören der Communauté de communes Les Versants d’Aime an:
| Gemeinde                                   | Einwohner 1. Januar 2022 | Fläche km² | Dichte Einw./km² | Code INSEE | Postleitzahl |
| ------------------------------------------ | ------------------------ | ---------- | ---------------- | ---------- | ------------ |
| Aime-la-Plagne                             | 4.409                    | 94,67      | 47               | 73006      | 73210        |
| Landry                                     | 810                      | 10,62      | 76               | 73142      | 73210        |
| La Plagne Tarentaise                       | 3.825                    | 96,07      | 40               | 73150      | 73210        |
| Peisey-Nancroix                            | 633                      | 70,64      | 9                | 73197      | 73210        |
| Communauté de communes Les Versants d’Aime | 9.677                    | 272,00     | 36               | –          | –            |